# ESV Nürnberg-West Fürth
Der ESV Nürnberg-West Fürth war ein Sportverein aus Nürnberg. Er fusionierte 1998 mit dem FSV Nürnberg zur SG Nürnberg Fürth 1883.

## Vereinsgeschichte
Der Verein wurde am 17. Februar 1946 unter dem Namen Reichsbahn TSV Nürnberg-West gegründet und stand in der Tradition der Vorkriegsvereine TuS Nürnberg-West und Reichsbahn-SG Nürnberg. Am 17. September 1948 fusionierte der Verein mit der Reichsbahn-Sportvereinigung Fürth zum ESV Nürnberg-West Fürth. 1998 erfolgte die Fusion mit dem FSV Gostenhof 1883 Nürnberg zur SG Nürnberg Fürth 1883 e. V.

## Fußballabteilung
Die Fußballer des Verein stiegen 1958 erstmals in die Gruppe Nord der 1. Amateurliga Bayern auf, in der ihnen in der Saison 1958/59 mit dem 13. Platz der Klassenerhalt gelang. In der Spielzeit 1959/60 erreichte der ESV den siebten Platz, in der Spielzeit 1960/61 den achten Platz und in der Spielzeit 1961/62 die Vizemeisterschaft. Der neunte Tabellenplatz in der Spielzeit 1962/63 reichte nicht für die Qualifikation zur eingleisigen 1. Amateurliga. 1967 gelang dem ESV der Aufstieg in die eingleisige 1. Amateurliga, dem jedoch der sofortige Wiederabstieg als Tabellenletzter folgte. Danach wurde die oberste bayerische Amateurklasse nicht wieder erreicht.